# NGC 3456
NGC 3456 este o galaxie spirală situată în constelația Cupa. A fost descoperită în 8 februarie 1785 de către William Herschel. Se află la o distanță de 45,29 de megaparseci de Pământ.